# 威娜
威娜 Vána，她的外號為「永遠年青」 Ever-young，是英國作家約翰·羅納德·瑞爾·托爾金的史詩式奇幻小說《精靈寶鑽》中的人物。雅凡娜的妹妹，歐羅米之妻，維拉之一，維麗之一，百花女神。
她所經之處百花吐蕊，她所望見的花盛放相迎，她所到之處百鳥歡唱齊嗚。